# Sis concerts per a violí op. 6 (Vivaldi)
Antonio Vivaldi va compondre un conjunt de concerts, op. 6, que sortiren publicats l'any 1717 per Jeanne Roger a Amsterdam.
En la portada de l'edició original hi ha el títol: VI CONCERTI à Cinque Stromenti, tre Violini, Alto Viola e Basso Continuo di D. ANTONIO VIVALDI, Musico di Violino, e Maestro di COncerti del Pio Ospitale della Pietà di Venetia. OPERA SESTA. A AMSTERDAM. CHEZ JEANNE ROGER.

## Estructura del sis concerts
Els sis concerts consten de tres moviments, dins l'esquema "ràpid-lent-ràpid".
- «Concert núm. 1 en sol menor, RV 324»

En italià, «Concerto Primo in Sol minore per violino, archi e basso continuo».
1. Allegro
2. Grave
3. Allegro

- «Concert núm. 2 en mi bemoll major, RV 259»

1. Allegro
2. Largo
3. Allegro

- «Concert núm. 3 en sol menor, RV 318»

En italià, «Concerto Terzo in Sol minore per violino, archi e basso continuo».
1. Allegro
2. Adagio
3. Allegro

- «Concert núm. 4 en re major, RV 216»

1. Allegro
2. Adagio
3. Allegro

- «Concert núm. 5 en mi menor, RV 280»

1. Allegro
2. Largo
3. Allegro

- «Concert núm. 6 en re menor, RV 239»

1. Allegro
2. Largo
3. Allegro